# 八幡愛
八幡爱（1987年7月21日—）是一位日本政治活动家、艺人、出生于兵库县。现为令和新选组大阪府总支部长。2022年作为大阪府选举区候选人的身份参选参议院议员。

## 经历
2010年播出的《偵探！Knight Scoop》（朝日放送）中，因“想要游25米的美女”为委托出演。田村健侦探。次年的侦探！2011年夜间新闻学院大奖（2011年朝日放送）最佳女主角奖。
2012年7月，在首相官邸前举行的废止核电示威现场作为记者进行了网络直播，以此为契机，开始了作为记者的活动。
作为关西最大级别的滑雪场，作为8.8北高原滑雪场的当地偶像“8.8北少女”。因为年龄最大，所以担任队长。昵称是爱。以CD出道，并以关西为中心进行现场演唱等。
2015年3月起，与竹内义和一起开始“竹内+爱的无绳”政治节目，每周三晚20:00开始在网络直播，以从政治、经济到娱乐不退缩不克制为口号。2017年8月节目结束。
2016年10月起，作为FM KOBE (76.1) FM Move Disc Jockey出道。 负责MOOVIP FRIDAY（每周五11:00直播），2020年10月毕业。
2018年，获得第9届作田明奖优秀奖。
2019年4月，进入早稻田大学e学校人间科学部环境学部。
2020年11月3日，宣布成为第49届众议院议员总选举大阪1区的令和新选组公认候选人预定者。之后，随着和立宪民主党以及日本共产党之间的候选人调整，取消了其在小选举区的候选人，统一为比例近畿地区。但落选。
2021年12月22日，由令和新选组发表为第26届参议院议员通常选举的大阪选举区公认预定候选人。后转为正式候选人。

## 政策主张

### 宪法
- 关于修改宪法，在2021年的问卷调查中回答“相当反对”[7]。在2022年NHK的问卷调查中回答“反对”[8]。

- 关于“明确自卫队在第9条的存在”，在2022年NHK的问卷调查中回答“反对”。

- 关于“修改宪法并设置紧急事态条款”，2021年每日新闻社、2022年NHK的问卷调查中回答“反对”[9][8]。

### 外交、安全保障
- 关于“在预想到来自其他国家攻击的情况下，应该毫不犹豫的攻击敌方基地”的问题，在2021年的问卷调查中回答“反对”[7]。关于“拥有攻击敌方基地的能力”，在2022年NHK的问卷调查中回答“反对”[8]。

- 关于“对北朝鲜应该优先考虑施加压力而不是对话”的问题，在2021年的问卷调查中回答“反对”[10]。

- 关于“普天间基地的边野古移建”，在2021年的问卷调查中回答“反对”[7]。
- 关于“加强与美国的同盟关系”，在2021年的问卷调查中回答“较为反对”[11]。

- 俄罗斯于2022年2月24日开始全面军事入侵乌克兰。对于日本政府对俄罗斯采取的制裁措施的问题，在2022年NHK的问卷调查中回答“过于严厉”[8]。

- 2022年6月7日，政府在内阁会议上决定了经济财政运营的方针“骨太方针”。以北约成员国军费目标的“占GDP2%以上”为例，明确了在5年内彻底强化防卫能力的方针。对于“今后应该如何考虑防卫军费”的问题，在2022年NHK的问卷调查中回答“目前程度就可以了”[8]。

### 性别
- 关于“引入选择性夫妇别姓制度”，在2021年、2022年的问卷调查中回答“赞成” [7] [8] 。

- 关于“允许同性婚姻的法律修改”，在2021年、2022年的问卷调查中回答“赞成” [7] [8]。

- 关于“是否应该尽早通过围绕LGBT等性少数群体的理解增进法案”的问题，在2021年的问卷调查中回答“赞成” [7] 。

- 关于“导入将一定比例的候选人和议席分配给女性的配额制度”，在2022年的问卷调查中回答“赞成” [8] 。

### 其他
- 围绕森友学园的篡改公文问题，财务省拒绝公开的“赤木档案”于2021年6月22日，根据大阪地方裁判所的命令公开[12]。对于如何考虑国家的应对问题，2021年每日新闻社的问卷调查中回答“应该进一步调查和说明”[9]。

- 关于“今后应该如何处理对原子能发电依赖”的问题，在2022年的问卷调查中回答“依赖应该归零”[8]。

- 关于在大阪湾·梦洲建设综合型度假区（赌场区），在2022年的问卷调查中回答“反对”[8]。

- 在第26届参议院议员通常选举中获得了部落解放同盟全国联合会的推荐[13]。

- 关于“将生理用品作为消费税减轻税率的对象”，在2022年NTV的问卷调查中回答“赞成”[14]。

- 关于“在网络上进行投票”，在2022年NTV的问卷调查中回答“较为赞成”[14]。